# Rejsbygade
Rejsbygade er en gade på Vesterbro i København. Gaden starter som en kort sidegade fra Enghavevej til et område med forskellige lave erhvervsejendomme. Herfra går en stikvej mellem erhvervsejendommene og bagsiden af Hedebygade til Amerikavej. Gaden fik sit navn i 1930 efter landsbyen Rejsby i Ballum Sogn og sognebyen Rejsby i Sønderjylland ved vestkysten.
På hjørnet af Enghavevej og Rejsbygade ligger spillestedet Vega. Bygningen blev opført som Folkets Hus i 1956 efter tegninger af Vilhelm Lauritzen men blev taget i brug til nuværende formål efter en renovering i 1996. På den modsatte side ligger der traditionelle etageejendomme. I området med erhvervsejendomme ligger der blandt andet et Aldi-supermarked og en filial af Lagkagehuset.